# Giovanni Pipino da Barletta
Giovanni Pipino da Barletta (... – Napoli, 30 agosto 1316) è stato un notaio e condottiero italiano. Chiamato anche Giovanni Pipino I, oppure semplicemente Giovanni Pipino ((LA) Iohannes Pipinus), è spesso confuso con il nipote suo omonimo Giovanni Pipino di Altamura (?-1357). Erroneamente definito in molte biografie come un "notaio" dell'epoca (professione che esercitò solo nella prima giovinezza) o addirittura "architetto" (per via delle numerose sue committenze in ambito architettonico), la sua reale professione andrebbe ricercata nelle figure di "maestro razionale" (cioè un contabile e addetto alla riscossione fiscale) e in seguito anche di addetto alle finanze dell'intero Regno di Napoli. È noto soprattutto per aver condotto l'assedio e l'annientamento della colonia saracena di Lucera (agosto 1300). Diede inoltre inizio alla cosiddetta "casata dei Pipino", la quale dopo pochi decenni decadde e si estinse.

## Biografia
La data e il luogo di nascita di Giovanni Pipino da Barletta non sono noti con esattezza; un suo coevo, Giovanni Villani, scrisse che era "di oscuri natali, figlio d’uno piccolo e vil notaiolo di Barletta" di nome Nicola Pipino. Secondo fonti non documentarie, invece, discenderebbe dalla famiglia nobile francese dei Pipino o Pepino. Il suo nome (assieme a quello del padre) viene citato per la prima volta nel 1280; si afferma che Nicola Pipino era "tra gli addetti alla riscossione della tassa sul sale, mentre suo figlio Giovanni era un dipendente del "giudice razionale" Giozzolino della Marra e si occupava di redigere atti amministrativi. Nel giro di poco tempo Giovanni Pipino da Barletta divenne dignitario alla corte del re di Napoli Carlo I d'Angiò, forse per via del suo spiccato talento segnalato da Giozzolino della Marra. Anche alla corte si distinse per le sue doti, e in seguito fu eletto anche "consigliere" di Carlo II d'Angiò, figlio del re; nel 1289, inoltre, fu insignito del cingolo di miles, il che gli consentì di entrare nella nobiltà del Regno di Napoli e di Consigliere Regio e Maestro Razionale della Gran Corte (con compiti principalmente di gestione delle finanze).

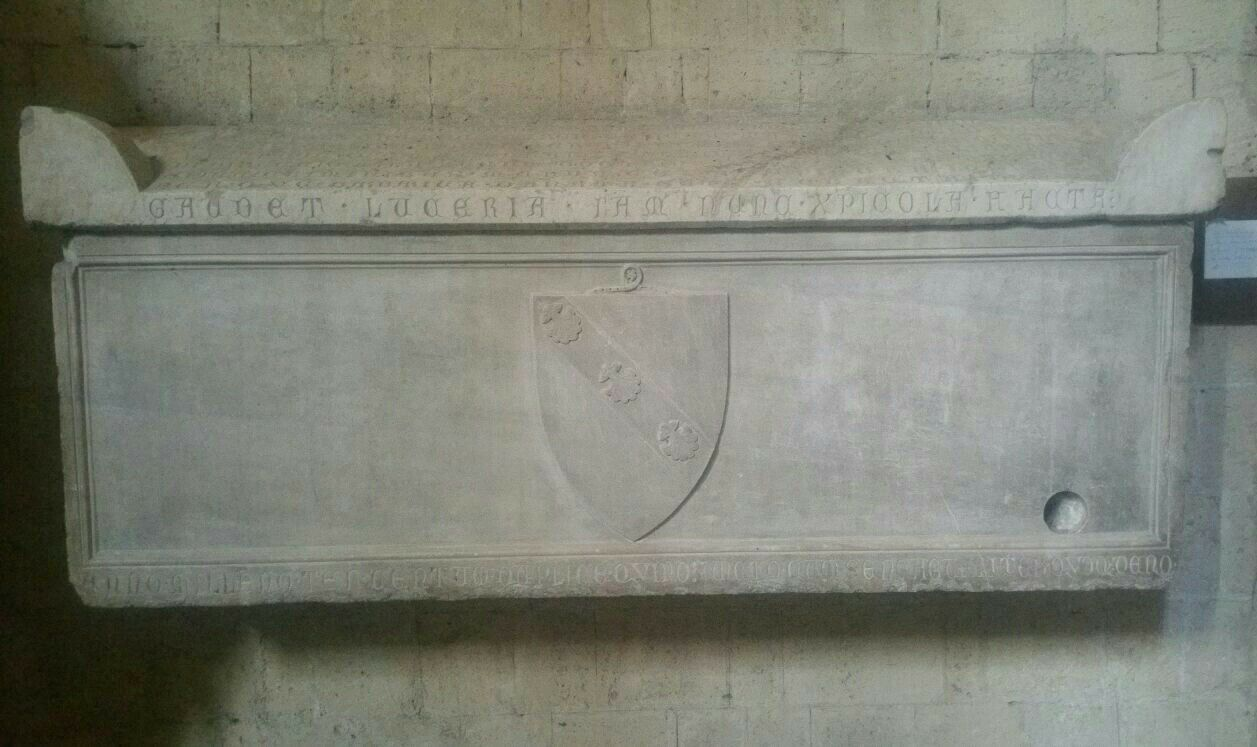
Sepolcro di Giovanni Pipino presso la chiesa di San Pietro a Majella, Napoli.

Nel 1293, Giovanni Pipino fu anche nominato "Capitano Generale", e questo aggiunse ancora maggior prestigio alla sua persona, considerata l'abilità dimpostrata nella gestione contabile del regno. Anche nel matrimonio, Pipino dimostrò astuzia e per questo organizzò un matrimonio d'alto rango. Si sposò infatti con Sibilla de Virgiliis, e da essa ebbe quattro figli, i quali anch'essi si sposarono con membri di casate molto nobili e ricche. In particolare, Giovanni Pipino da Barletta fu nominato esecutore testamentario del signore di Altamura Giovanni di Sparano di Bari, il cui unico erede era la figlia Giovanna (detta Giovannella), signora di Altamura e contessa di Vico di Sorrento. Giovanni Pipino ebbe allora l'dea di combinare un matrimonio tra Giovannella e suo figlio Niccolò, e questo accrebbe ancor più il prestigio della casata dei Pipino.
Giovanni Pipino fu anche incaricato dal re di condurre lo sterminio dei musulmani di Lucera e in quell'occasione, secondo le fonti, diede notevole sfoggio di abilità militare e di astuzia nonostante la sua inesperienza in ambito militare; e questo fu l'ennesimo motivo di predilezione da parte del re e di donazioni e privilegi da parte dello stesso. Il suo patrimonio e la fama della famiglia crebbe enormemente ma, in seguito alle avverse vicissitudini dei suoi nipoti, in primis Giovanni Pipino di Altamura, la fortuna della famiglia decadde con la conseguente perdita dei possedimenti familiari. Dopo la morte di Giovanni Pipino di Altamura (1357), il fratello Luigi Pipino fu assassinato a Minervino Murge nello stesso anno, mentre il fratello Pietro "andò esule a Roma, spogliato di tutti i suoi beni", mettendo così fine al ceppo e perdendo tutti i beni.
Il sepolcro di Giovanni Pipino da Barletta è situato all'interno della Chiesa di San Pietro a Majella ed è opera di Giovanni Barrile.

## Parenti di Giovanni Pipino da Barletta
- Nicola Pipino (padre)
- Sibilla de Virgiliis (moglie)
- Nicola Pipino (figlio)[11]
- Niccolò Pipino (figlio)
- Angiola Pipino (figlia)
- Margherita Pipino (figlia)
- Maria Pipino (figlia)
- Giovanni Pipino di Altamura (?-1357) (nipote)
- Pietro Pipino (nipote)
- Luigi (o Ludovico) Pipino (nipote)
- Matteo Pipino (nipote)[12]

## Stemma della famiglia Pipino
Lo stemma della famiglia è esposto nel sepolcro di Giovanni Pipino da Barletta. Su uno sfondo argenteo vi è una fascia trasversale azzurra con tre conchiglie d'oro disposte su di essa a intervalli regolari. Lo stemma è anche visibile all'interno del castello di Minervino Murge, ma è in parte sfregiato, forse per opera dei nemici dei suoi nipoti, e in particolare di Giovanni Pipino di Altamura.

## Fonti primarie
- Giovanni Villani, Cronica (PDF), 1322-1348.
- Matteo Villani, Historia di Matteo Villani cittadino fiorentino il quale continua l'historie di Giouan Villani suo fratello, nella quale oltre a i quattro primi libri già stampati, sono aggiunti altri cinque nuouamente ritrouati, & hora mandati in luce. Et comincia dall'anno 1348. Con due copiose tauole, l'una de' capitoli, l'altra delle cose, 1562.

## Ascendenza
|                      |   |   | Genitori |  |  | Nonni |  |  | Bisnonni |  |
|                      |   |   |          |  |  | …     |  |  | …        |  |
|                      |   |   |          |  |  | …     |  |  | …        |  |
|                      |   | … |          |  |  | …     |  |  |          |  |
| Nicola Pipino        |   |   |          |  |  | …     |  |  |          |  |
|                      |   | … | …        |  |  |       |  |  |          |  |
|                      |   | … | …        |  |  |       |  |  |          |  |
|                      |   | … | …        |  |  |       |  |  |          |  |
| Giovanni Pipino      |   | … |          |  |  |       |  |  |          |  |
|                      | … | … |          |  |  |       |  |  |          |  |
|                      | … | … |          |  |  |       |  |  |          |  |
|                      | … | … |          |  |  |       |  |  |          |  |
| Sibilla di Bisceglie | … |   |          |  |  |       |  |  |          |  |
|                      |   | … | …        |  |  |       |  |  |          |  |
|                      |   | … | …        |  |  |       |  |  |          |  |
|                      |   | … | …        |  |  |       |  |  |          |  |
|                      |   | … |          |  |  |       |  |  |          |  |